# アテロスペルマ科
アテロスペルマ科（アテロスペルマか; アセロスペルマ科、学名: Atherospermataceae）はクスノキ目に分類される科の1つである。オセアニアおよびチリに分布する6属16種ほどが知られる。常緑性の高木から低木であり、精油を含み、全縁または鋸歯がある葉が対生している（図1）。花（図1）は中型、花托は木質、花被片や雄しべは輪生し、雌しべは離生心皮、集合果を構成する個々の果実は痩果であり、ふつう羽毛状の突起をもつ。

## 特徴
常緑性の高木から低木（図2a）。精油をもち、芳香がある。ビスベンジルイソキノリンアルカロイドをもつ。茎の一次維管束は管状。道管は階段穿孔または単穿孔をもち、師管の色素体はP-type。材は散孔材。節は1葉隙性。葉は十字対生し、単葉、葉柄をもち、托葉を欠き、葉縁は全縁または鋸歯があり、葉脈は羽状で葉縁で湾曲してつながっており、しばしば腺点があり、芳香をもつ（図1, 2b）。気孔はふつう不規則型、毛状突起はふつう単細胞性。ときに向軸側に下皮（表皮下の厚壁細胞層）がある。精油細胞を含み、粘液細胞はない。
花は両性、あるいは単性で雌雄同株または雌雄異株。単生または集散花序を形成し、頂生または腋生する。ときに苞をもち、花托が発達して木質化する。花被の特徴は多様であり、萼片と花弁が分化してるもの、明瞭な分化がないもの、花被を欠くものなどがある。花被をもつ場合、4–20枚、2(–3)輪につく（図1, 3a, b）。雄しべは4個から多数、1–2輪、花糸は付属体をもち、葯は外向、2胞子嚢からなり、弁開する（図1, 3a）。タペート組織はアメーバ型、小胞子形成は同時型、花粉は2–3溝粒。ときに仮雄しべをもつ。雌しべは3個から多数、離生心皮、花柱は側部または基部から伸長、子房上位から下位、1心皮あたり胚珠は1個、基底胎座、倒生胚珠（図3b）。個々の果実は痩果であり、ふつう羽毛状の突起をもち、花托で包まれて集合果を形成、これが不規則に裂開する（図3c）。染色体数は n = 22, 57。

## 分布・生態

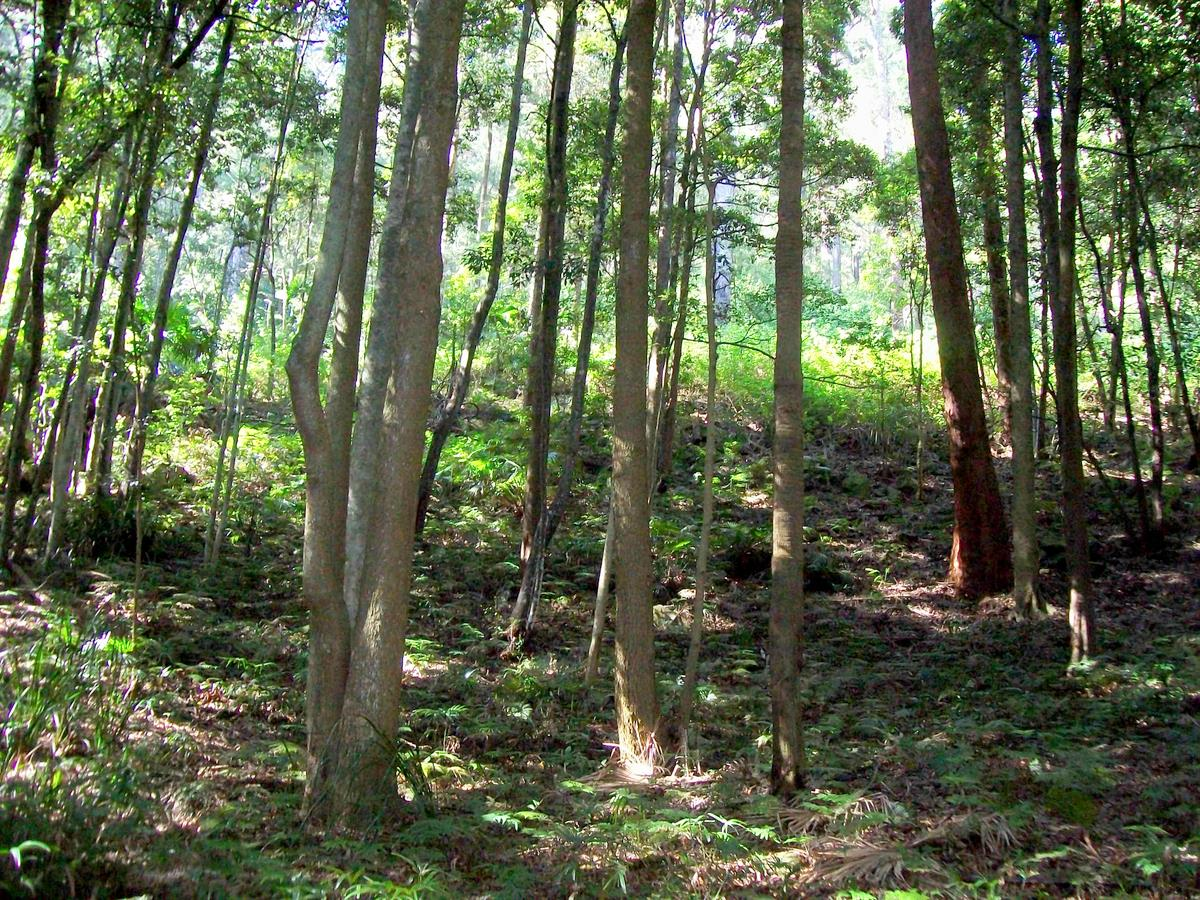
4. の林（ガラワラ・ステート保護地域、オーストラリア）

ニューギニア島、ニューカレドニア、オーストラリア、ニュージーランド、チリの熱帯から温帯域に分布する（図4）。
雌雄異花または同花であり、後者では雌性先熟が報告されている。花糸の付属体からは蜜が分泌され、ハナバチやクロバエが訪花し、これらによって花粉媒介されることが報告されている。

## 人間との関わり
ラウレリア属（Laurelia）の果実は、食用とされることがある。

## 分類
アテロスペルマ科に分類されている植物は、古くはモニミア科に分類されていた。しかしモニミア科は異質なものを含んでおり、いくつかの科が分けられ、アテロスペルマ属（Atherosperma）およびいくつかの属が独立の科や亜科として分けられることがあった。
その後の20世紀末以降の分子系統学的研究から、アテロスペルマ類がモニミア属などとは系統的にやや異なることが示されたため、アテロスペルマ類はクスノキ目内の独立した科として扱われることが一般的となった。クスノキ目の中では、アテロスペルマ科はゴモルテガ科の姉妹群であることが示されており、さらにこの系統群はシパルナ科の姉妹群であると考えられている。
アテロスペルマ科と考えられる化石は、白亜紀後期や第三紀前期の南極から見つかっている。また、ヨーロッパからも、アテロスペルマ科の材や花粉の化石とされるものが報告されている。
2024年現在、アテロスペルマ科には、6属16–20種ほどが知られている（下表1）。
表1. アテロスペルマ科の属までの分類体系の一例
- アテロスペルマ科[14][10][11]（アセロスペルマ科[15]） Atherospermataceae R.Br. (1814) nom. cons.[1]
  - アテロスペルマ属[10] Atherosperma Labill. (1806)[16][17]
1–5種。オーストラリア南東部、タスマニア島に分布。
  - Daphnandra Benth. (1870)[18]
7種。オーストラリア東部に分布。
  - Doryphora Endl. (1837)[19]
シノニム: Doratophora Lem. (1894); Learosa Rchb. (1841)
2種。オーストラリア東部に分布。
  - Dryadodaphne S.Moore (1923)[20]
シノニム: Isomerocarpa A.C.Sm. (1941)
3種。オーストラリア北東部、ニューギニアに分布。
  - ラウレリア属[10] Laurelia Juss. (1809)[21]
シノニム: Pavonia Ruiz (1794), nom. illeg.; Thiga Molina (1810)
2種。チリ、ニュージーランドに分布。
  - Nemuaron Baill. (1873)[22]
1種（Nemuaron vieillardii）のみ。ニューカレドニアに分布。